# 8-Hidroxikinolin
| 8-Hidroxikinolin                                                                                                | |
| | |
| | |
| IUPAC-név | Kinolin-8-ol |
| Más nevek | 8-kinolinol, 1-azanaftalin-8-ol, 8-hidroxibenzobpiridin, hoxibenzopiridini, oxikinolin, fenopiridin, kinofenol, oxin |
| Kémiai azonosítók                                                                                               | |
| CAS-szám | 148-24-3 |
| PubChem | 1923 |
| ChemSpider | 1847 |
| EINECS-szám | 205-711-1 |
| DrugBank | DB11145 |
| KEGG | D05321 |
| ChEBI | 48981 |
| ATC kód | G01AC30, A01AB07 D08AH03 R02AA14                                                                                     |
| SMILES | Oc1cccc2cccnc12 |
| InChI | 1/C9H7NO/c11-8-5-1-3-7-4-2-6-10-9(7)8/h1-6,11H                                                                       |
| InChIKey | MCJGNVYPOGVAJF-UHFFFAOYSA-N                                                                                          |
| Beilstein | 114512 |
| UNII | 5UTX5635HP |
| ChEMBL | 310555 |
| Kémiai és fizikai tulajdonságok                                                                                 | |
| Kémiai képlet                                                                                                   | C9H7NO |
| Moláris tömeg                                                                                                   | 145,16 g/mol |
| Megjelenés | fehér kristályos tűk                                                                                                 |
| Sűrűség | 1,034 g/cm³ |
| Olvadáspont | 76 °C |
| Forráspont | 276 °C |
| Veszélyek | |
| MSDS | External MSDS |
| Főbb veszélyek                                                                                                  | éghető |
| Ha másként nem jelöljük, az adatok az anyag standardállapotára (100 kPa) és 25 °C-os hőmérsékletre vonatkoznak. | |

A 8-hidroxikinolin (oxin, oxikinolin, INN: oxyquinoline) fehér vagy halványsárga kristályos por, mely fény hatására sötétedik. A fenolhoz hasonló a szaga, égető íze van. Oldódik alkoholban, acetonban, kloroformban, benzolban, továbbá hangyasavban, ecetsavban, sósavban, kénsavban. Éterben nem oldható.
Kelátképző. Alumíniummal reagálva Alq3 nevű kelát keletkezik, melyeket szerves alapú LED-ekben használnak.

## Felhasználás
Mind az oxin, mind a komplexei fertőzésgátló, fertőtlenítő és rovarirtó hatásúak.
Kisebb égési sérülések ellen folyékony kötésekben használják, mely a sebre kenve filmet alkot, és védi a fertőzéstől.
Szulfátjának gomba elleni hatását az atléták lábgomba ellen, a csecsemők pelenkakiütése ellen, nők hüvelygyulladás ellen használják. Szemtisztító oldatok, torok- és orröblítők alkotórésze. Hajszőkítő szerekben a hidrogén-peroxid stabilizátora

## Készítmények[8]
Önállóan:
- Albisal
- Fennosan
- Fennosan H 30
- Fennosan HF-15
- Tumex
- Udder Balm

Kombinációban:
- Arkodyne
- Benzocaine PD
- Dermoplast
- New Skin Clear Liquid Bandage
- New Skin Clear Spray Bandage
- Racestyptine Cord
- Racestyptine
- Red-Kote Aerosol Spray
- Sulpak II
- Trimo San Deodorant Vaginal Jelly

Magyarországon nincs gyógyszertári forgalomban oxikinolin-tartalmú készítmény.

## Fordítás
- Ez a szócikk részben vagy egészben  a(z)   8-Hydroxyquinoline című angol Wikipédia-szócikk fordításán alapul.  Az eredeti cikk szerkesztőit annak laptörténete sorolja fel. Ez a jelzés csupán a megfogalmazás eredetét és a szerzői jogokat jelzi, nem szolgál a cikkben szereplő információk forrásmegjelöléseként.